# Komunistyczna Partia Polski (2002)
De Communistische Partij van Polen (KPP) (Pools: Komunistyczna Partia Polski) is een Poolse communistische partij. De partij is opgericht op 9 oktober 2002, grotendeels door ex-leden van de Unie van Poolse Communisten "Proletariaat", die eerder dat jaar was verboden.

## Voorzitters
- 14 december 2002 tot 8 december 2006 - Marcin Adam
- 8 december 2006 tot 11 december 2010 - Józef Łachut
- 11 december 2010 tot heden - Krzysztof Szwej